# Astrovirové infekce ptáků
Astroviry představují skupinu dosud taxonomicky nezařazených  RNA virů o průměrné velikosti kolem 30 nm s charakteristickým 5-6 hranným hvězdicovitým tvarem. Jejich propagace v podmínkách in vitro se zatím nepodařila.
Krůty jsou pravděpodobně nejčastějším přirozeným hostitelem  astrovirů. Prokazují se imunoelektronopticky v trusu nebo střevním obsahu krůťat v prvních 4-5 týdnech věku, mnohem častěji u krůťat průjmujících, postižených zánětem střev. Jejich výskyt je zpravidla doprovázen ptačími rotaviry (předpokládá se možný synergismus). U kachen byl astrovirus identifikován jako původce  virové hepatitidy typu 2.
Zdravotní ani hospodářský význam astrovirových infekcí není znám; imunoprofylaxe zatím neexistuje.